# Gašper Marguč
Gašper Marguč (* 20. August 1990 in Celje, Republik Slowenien, SFR Jugoslawien) ist ein slowenischer Handballspieler. Marguč ist 1,80 m groß und 74 kg schwer und wird zumeist auf Rechtsaußen eingesetzt.

## Karriere

### Verein
Der Linkshänder begann in seiner Heimatstadt beim slowenischen Renommierklub RK Celje mit dem Handballspiel. Seit der Saison 2009/10 gehört er dem Kader der Profimannschaft an. Mit Celje gewann er 2010 und 2014 die Meisterschaft sowie den Pokal 2010, 2012, 2013 und 2014. Vor der Saison 2013/14 musste er, genauso wie das gesamte Team, eine Gehaltseinbuße von 30 % hinnehmen. Am 16. März 2014 meldete der ungarische Spitzenklub KC Veszprém den Transfer zum Sommer 2014.
International erreichte der Flügelspieler das Viertelfinale des EHF-Pokal 2009/10 sowie das Halbfinale im EHF-Europapokal der Pokalsieger 2011/12. In der EHF Champions League 2012/13 gehörte er mit 72 Treffern zu den zehn besten Torschützen. Auch in der EHF Champions League 2013/14 gehört er zu den besten Torschützen des Wettbewerbs.

### Nationalmannschaft
Bei der U-20-Europameisterschaft 2010 gewann Gašper Marguč mit Slowenien die Bronzemedaille und wurde mit 49 Treffern gemeinsam mit Kentin Mahé Torschützenkönig des Turniers.
Für die slowenische A-Nationalmannschaft bestritt Marguč bisher 134 Länderspiele, in denen er 459 Tore erzielte. Er stand im erweiterten Aufgebot für die Europameisterschaft 2012, musste aber auf seiner Position den erfahrenen Dragan Gajič und Matjaž Brumen den Vortritt lassen. Bei der Weltmeisterschaft 2013 wurde er in den endgültigen Kader berufen und erreichte den vierten Platz.

## Erfolge
- Slowenischer Meister 2010
- Slowenischer Pokalsieger 2010, 2012, 2013 und 2014
- Ungarischer Meister 2015, 2016, 2017, 2019, 2023, 2024 und 2025
- Ungarischer Pokalsieger 2015, 2016, 2017, 2018, 2021, 2022, 2023 und 2024
- SEHA-Liga 2015, 2016, 2020, 2021 und 2022
- Vereinsweltmeisterschaft 2024
- Bronze bei der U-20-Europameisterschaft 2010
- Torschützenkönig der U-20-Europameisterschaft 2010